# 荒木飛羽
荒木 飛羽（あらき とわ、2005年9月28日 - ）は、日本の俳優。
茨城県出身。スパイスパワー所属。

## 略歴
「キッズコレクション」というファッションショーの帰りに、母親と歩いているところをスカウトされたことをきっかけに芸能界入り。2014年4月、テレビ朝日系『死神くん』でデビューを果たした。
その後は、『MARS〜ただ、君を愛してる〜』の樫野零（演 - 藤ヶ谷太輔）、『HiGH&LOW』シリーズのスモーキー（演 - 窪田正孝）、『好きな人がいること』の柴崎夏向（演 - 山﨑賢人）などの幼少期を次々と演じ、話題となった。
2018年、大河ドラマ『西郷どん』に徳川家茂の幼少期役、連続テレビ小説『半分、青い。』には修次郎役として出演。同年、JUNONの「“今年絶対くる”ネクストブレイクイケメン」にも選出された。
2019年、日本テレビ系日曜ドラマ『あなたの番です』で木村多江演じる早苗の息子で狂気的な少年・榎本総一役で注目を集める。
2022年、MBS・TBSドラマ特区『少年のアビス』で連続ドラマ初主演。
2023年11月から上演の『ジャンヌ・ダルク』で舞台初挑戦が予定されていたが、体調不良により降板。

## 人物
- 趣味は石集め[1]。
- 特技はダンス、水泳[1]。
  - 特に得意なダンスはヒップホップ。3歳の時にEXILEのATSUSHIが歌っているのを見たのがきっかけでダンスを始め、2018年現在でも続けている[3]。
- 好きな食べ物は炒飯[2]。
- 嫌いな食べ物は梅干し[2]。

## 出演

### テレビドラマ
- 死神くん 第2話（2014年4月25日、テレビ朝日）- デビュー作品
- 平成舞祭組男 第12話（2015年1月3日、日本テレビ）
- MARS〜ただ、君を愛してる〜 第8話・第10話（2016年3月13日・27日、日本テレビ） - 樫野零 （幼少期） 役
- HiGH&LOW Season2 第9話（2016年6月18日、日本テレビ） - スモーキー（幼少期） 役
- ON 異常犯罪捜査官・藤堂比奈子 第2話（2016年7月19日、フジテレビ） - 霜川ケンジ（幼少期） 役
- 好きな人がいること（2016年7月11日 - 9月19日、フジテレビ） - 柴崎夏向（幼少期） 役
- でぶせん 第3話（2016年9月10日、日本テレビ・Hulu） - 義志沢 月人（幼少期） 役
- 往復書簡〜十五年後の補習（2016年9月30日、TBS）
- 潜入捜査アイドル・刑事ダンス 第10話・第11話（2016年12月10日・17日、テレビ東京） - 黒澤裕也（ユーヤ）（幼少期） 役
- 兄に愛されすぎて困ってます（2017年4月13日 - 5月11日、日本テレビ） - 橘はるか（幼少期） 役
- 24時間テレビ40ドラマスペシャル 時代をつくった男 阿久悠物語（2017年8月26日、日本テレビ） - 深田太郎 役
- トドメの接吻（2018年1月7日 - 3月11日、日本テレビ） - 並樹尊氏（幼少期） 役
- 大河ドラマ 西郷どん（2018年3月 - 、NHK） - 徳川慶福 役[注 1]
- 連続テレビ小説 半分、青い。第142回・第146回・第149回（2018年9月13日・18日・21日、NHK） - 修次郎 役
- PRINCE OF LEGEND（2018年10月3日 - 12月5日、日本テレビ）- 朱雀奏（幼少期） 役
- レ・ミゼラブル_終わりなき旅路（2019年1月6日、フジテレビ） - 馬場哲 役
- 死命～刑事のタイムリミット（2019年5月19日、テレビ朝日） - 榊信一（幼少期） 役
- あなたの番です 第9話 - 最終話（2019年6月9日 - 9月8日、日本テレビ） - 榎本総一 役
  - 劇場版公開記念!「あなたの番です」完全新撮スペシャル!（2021年12月10日、日本テレビ） - 榎本総一 役
- G線上のあなたと私 第2話（2019年10月22日、TBS） - 加瀬理人（少年期） 役[6]
- 青のSP―学校内警察・嶋田隆平―（2021年1月12日 - 3月16日、関西テレビ・フジテレビ） - 大林優也 役[7]
- アノニマス〜警視庁“指殺人”対策室〜 第3話（2021年2月8日、テレビ東京系） - 赤松悠真 役
- 愛しい嘘〜優しい闇〜（2022年1月14日 - 3月4日、テレビ朝日） - 雨宮秀一（青年期） 役
- 少年のアビス（2022年9月2日 - 10月21日、毎日放送） - 主演・黒瀬令児 役[4]
- ザ・トラベルナース 第3話・第5話 - 第7話（2022年11月3日・17日 - 12月1日、テレビ朝日） - 三上礼 役[8]
- クライムファミリー（2023年4月12日 - 5月3日、フジテレビ） - 佐々木勝 役[9]
- ばらかもん 第2話 - 最終話（2023年7月19日 - 9月20日、フジテレビ） - 神崎康介 役[10]
- GO HOME〜警視庁身元不明人相談室〜 第4話（2024年8月3日、日本テレビ） - 横田大地 役[11]
- スメルズ ライク グリーン スピリット（2024年9月20日 - 、毎日放送） - 主演・三島フトシ 役[12]
- おとなりコンプレックス（2025年2月21日 - 3月14日、フジテレビ） - 主演・真琴 役[13]

### 映画
- ストレイヤーズ・クロニクル（2015年6月27日公開） - 亘（幼少期） 役
- ヒロイン失格（2015年9月19日公開） - チビ利太 役
- MARS〜ただ、君を愛してる〜（2016年6月18日公開） - 樫野零（幼少期） 役
- ブルーハーツが聴こえる 1001のバイオリン（2017年4月8日公開）
- 兄に愛されすぎて困ってます（2017年6月30日公開） - 橘はるか（幼少期） 役
- 望郷（2017年9月16日公開） - 航（幼少期） 役
- HiGH&LOW THE MOVIE3/FINAL MISSION（2017年11月11日公開） - スモーキー（幼少期） 役
- 3D彼女 リアルガール（2018年9月14日公開） - 筒井薫 役
- 人魚の眠る家（2018年11月16日公開） - 宗吾 役
- L♡DK ひとつ屋根の下、「スキ」がふたつ。（2019年3月21日公開）- 久我山柊聖（幼少期） 役
- 引っ越し大名!（2019年8月30日公開）- 片桐春之介の息子 役
- 貴族降臨 -PRINCE OF LEGEND（2020年3月13日公開） - 朱雀奏（幼少期） 役
- るろうに剣心 最終章 The Final / The Beginning（2021年4月23日 / 6月4日公開） - 雪代縁（少年時代） 役[14]
- あなたの番です 劇場版（2021年12月10日公開） - 榎本総一 役[15]
- 耳をすませば（2022年10月14日公開） - 杉村竜也（中学時代） 役[16]
- あのコはだぁれ?（2024年7月19日公開） - 島田蓮人 役[17]
- 劇場版 スメルズ ライク グリーン スピリット（2025年6月公開予定） - 主演・三島フトシ 役[18]

### 舞台

#### 降板
- 舞台『ジャンヌ・ダルク』（東京公演：2023年11月28日 - 12月17日〈予定〉、東京建物 Brillia HALL / 大阪公演：12月23日 -26日〈予定〉、オリックス劇場） - 傭兵ケヴィン 役[19][20]
  - 2023年11月11日、体調不良により降板することが発表された[5][21]。代役は島村龍乃介[5]。

### 配信ドラマ
- 星に願いを（2018年1月11日）
- 死神さん2（2022年9月17日、Hulu）- 三谷仁 役
- 終わらせる者（2022年9月22日 - 全10話、LINE NEWS VISION） - 齋藤琉貴亜 役[22]
- First Love 初恋（2022年11月24日 ｰ 全9話、Netflix） - 綴 役[23]

### バラエティ
- 行列のできる法律相談所（2018年6月17日、日本テレビ） - 東野幸治（幼少） 役[24]
- ボキャブライダー（2019年3月 - 2021年3月、NHK Eテレ）スキット担当

### モデル
- CHUBBYGANG Autumn Winter 2014 Collectionカタログモデル
- CHUBBYGANG Spring Summer 2015 Collectionカタログモデル

### CM
- ライオン クリニカ（2015年）
- ジャストシステム「スマイルゼミ」（2019年11月 - ）[25]

### MV
- Aimer「朝が来る」（2022年）

## 書籍
- ニコ☆プチKIDS（2014年4月号）

### 写真集
- 15（2021年3月30日、東京ニュース通信社）ISBN 978-4867012260 [26]